# Офелт
Офелт (грч. Οφέλτης) (лат. Opheltes) је син немејског краља Ликурга и његове жене Еуридике или Амфитеје.

## Митологија
Офелтова Дадиља је била Хипсипила, краљица Лемноса, коју су жене са њеног острва продале у ропство јер је свог оца, краља Тоанта, поштедела освете због које су убијени сви мушкарци на острву. Када је једном приликом, Хипсипила, држећи Офелта у наручју, шетала ливадама у Немеји, сусрела се са војницима краља Адраста који су пошлу у поход познат као Седморица против Тебе. Они су је замолили да им покаже извор са водом, јер су били жедни. Наиме, Зевс, који је био против незадовољан овим походом, наредио је нимфама да осуше и затрпају све изворе на путу Аргиваца. Хипсипила је положила Офелта на земљу и пошла је да покаже скривени извор у шуми, али чим је оставила дечака, из грмља је испузала велика змија и омотала се око његовог тела. На крик детета, дотрчали су војници, Хипсипила, краљ Ликург и његова супруга, али је змија већ удавила Офелта, а аргивски јунак Тидеј је спречио Ликурга да на лицу места убије дадиљу. Аргивци су свечано покопали Офелта и у његову част приредили војничко такмичење, односно Немејске игре. Овај догађај је Амфијарај протумачио као лош знак, а дечак је назван Архемор, што значи „зачетник проклетства“.

## Друге личности
- Тебански краљ, Пенелејев син и Дамасихтонов отац.[4]
- Један од морнара који је покушао да обмане Диониса, али га је бог бацио преко палубе.[4]
- Искусни војник, Еуријалов отац, пратилац прогнаног Енеје.[4]
- Аресторов син, који се у Дионисовој војсци борио у рату у Индији. Убио га је индијски краљ, Деријадеј.[4]
- Један од Долионијанаца из Мале Азије, који су се сукобили са Аргонаутима, приликом чега је изгубио живот од руке Теламона.[4]